# 刘贵今
刘贵今（1945年8月—），山东郓城人，上海外国语大学毕业，中华人民共和国政治人物、外交官。
1971年8月加入中国共产党。1995年，接替顾欣尔，担任中华人民共和国驻津巴布韦大使。1998年，由黄桂芳接任。1998年，任外交部非洲司司长。2001年，任中华人民共和国驻南非大使。2007年5月，任首位中国政府非洲事务特别代表。2021年6月29日获颁七一勋章。